# Torsion testiculaire
Pour les articles homonymes, voir Torsion (homonymie).
 Mise en garde médicale

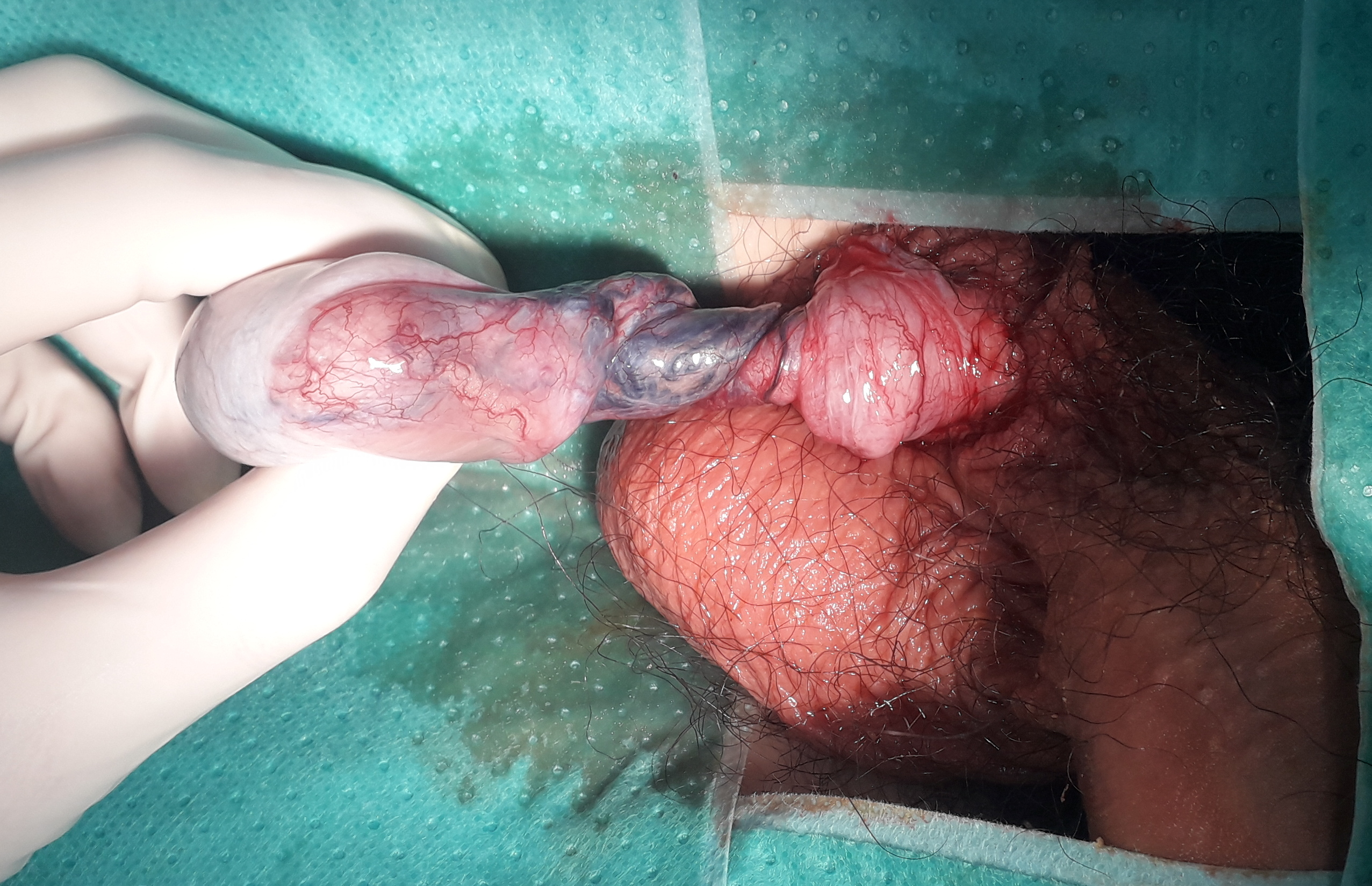
Torsion testiculaire

La torsion testiculaire désigne la torsion du cordon spermatique, qui relie l'un des testicules au reste du tractus génital. Ce cordon contenant notamment les artères vascularisant le testicule, sa torsion provoque un manque d'oxygénation du testicule (ischémie) associée à une douleur très violente (orchialgie), parfois responsable de nausées et malaises en très peu de temps.
Dès les premiers symptômes, une opération d'urgence dans un bloc opératoire est nécessaire.
La torsion du testicule, qui touche souvent l'enfant, l'adolescent et l'homme jeune, est une urgence chirurgicale. En cas de retard, l'ischémie peut entraîner la mort du testicule par nécrose (6 heures après le début de la torsion). L'ablation du testicule nécrosé doit alors être pratiquée (orchidectomie).

## Épidémiologie
Son incidence annuelle est de 1 pour 4 000 garçons, plus fréquent chez le nouveau-né et chez l'adolescent,.

## Diagnostic
Elle se manifeste par une douleur testiculaire aiguë d'apparition brutale avec l'accompagnement de vomissement non systématique. Parfois, il existe une notion d'épisodes antérieurs de douleurs testiculaires spontanément résolutifs. Cependant, la plainte principale n'est pas la douleur testiculaire dans un cas sur six.
La palpation retrouve un testicule rétracté à l'anneau inguinal, avec parfois un scrotum rouge, augmenté de volume. Il peut aussi survenir des douleurs en bas de l'abdomen au-dessus du testicule malade. Le réflexe crémastérien homolatéral est aboli, son absence permettant classiquement de distinguer la torsion de testicule de celle de son appendice, un vestige embryonnaire pédiculé.
La demande d'éventuels examens complémentaires ne doit pas retarder la prise en charge chirurgicale.
Les autres causes de douleur testiculaire aiguë chez l'enfant sont l'épididymite (infection de l'épididyme) ou la torsion d'un appendice testiculaire,, éventuellement une tumeur.
Le diagnostic peut être éventuellement aidé par un doppler testiculaire démontrant l'absence de tout flux sanguin,, mais cet examen ne doit retarder en aucun cas la prise en charge chirurgicale.

## Traitement
Une détorsion manuelle peut être tentée aux urgences. Sur le testicule droit, elle se fait dans le sens anti-horaire ; sur le gauche dans le sens horaire. En cas de réussite, une orchidopexie bilatérale (fixation du testicule au scrotum) doit être réalisée à distance, afin d'éviter les récidives.
En cas d'échec de la technique manuelle, on réalise une détorsion chirurgicale urgente au bloc opératoire, avec orchidopexie bilatérale dans le même temps.
Si la détorsion a lieu avant la sixième heure, la récupération est totale dans presque 100 % des cas. Elle chute à moins de 50 % après la douzième heure avec des récupérations exceptionnelles après la 24e heure.
Le patient (ou ses parents) doivent être averti(s) de la possible nécessité d'une ablation du testicule (orchidectomie) en cas d'échec d'une détorsion trop tardive.